# 固体酸
固体酸（こたいさん、solid acid）とは、反応媒体に溶けない酸のことである。
固体-液体界面または固体-気体界面にて固相側から酸性質を発現する。固体酸はしばしば不均一系触媒として用いられる。

## 物質例
無機固体酸の例としては、アルミノケイ酸塩系のシリカアルミナ、アルミナ、ゼオライト、ハイシリカゼオライト、活性白土、シリコアルミノホスフェートや、硫酸化ジルコニアなどがある。また、多くの遷移金属の酸化物の多くは酸性であり、酸化チタン、ジルコニア、五酸化ニオブなども固体酸性がある。固体リン酸、ニオブ酸、およびヘテロポリオキソメタレートなども固体酸性がある。
有機の固体酸としてはポリスチレンスルホン酸などがある。また、シュウ酸、酒石酸、クエン酸、マレイン酸などの有機溶媒に不溶な有機酸も固体酸としてみなされる。

## 応用例

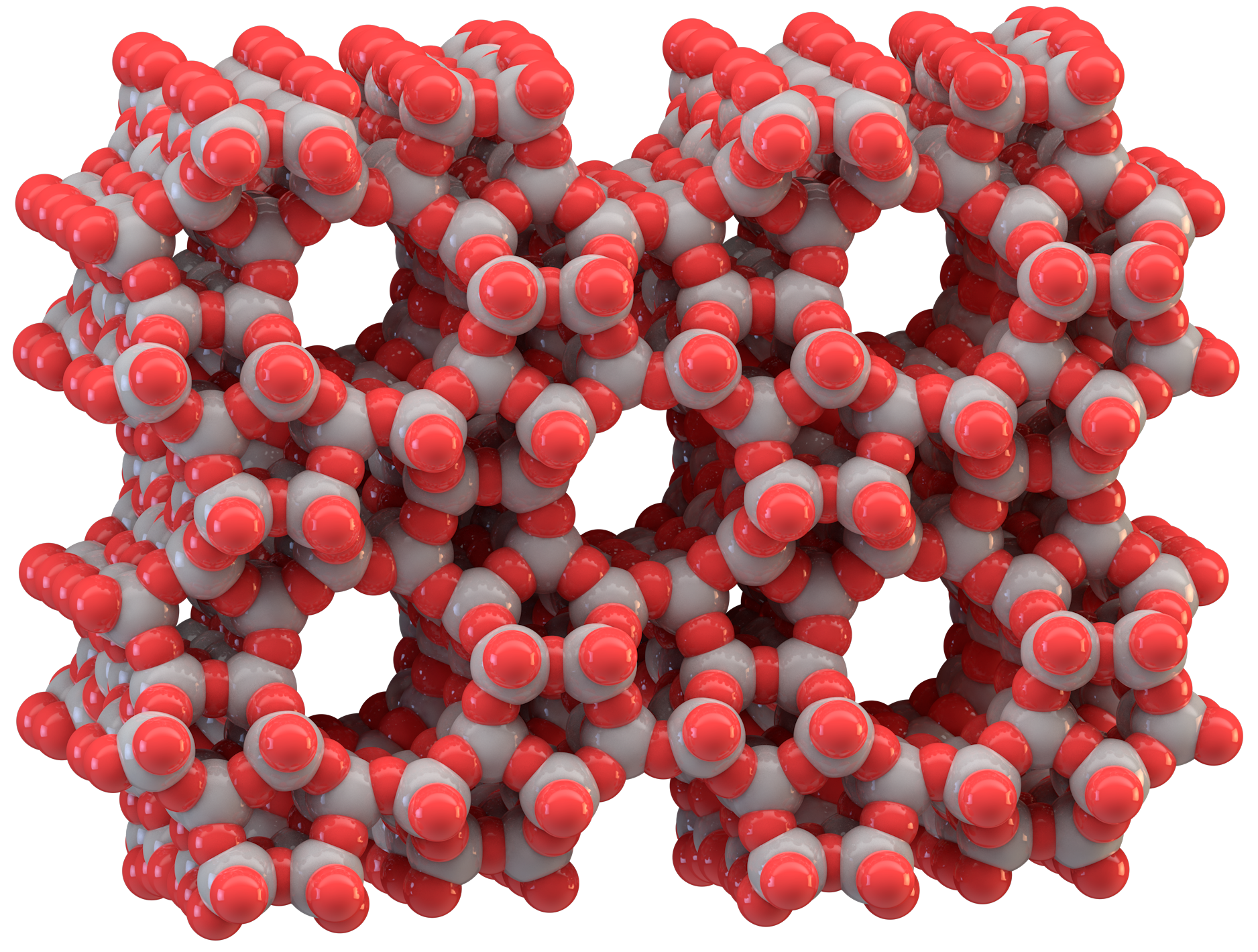
ハイシリカゼオライトのZSM-5は固体酸触媒として広く使用されている。

固体酸は、石油精製における大規模な接触分解から様々なファインケミカルの合成まで、多くの工業化学プロセスにおいて酸触媒として使用されている。例えば、ベンゼンとエチレンを組み合わせてエチルベンゼンを得るアルキル化反応や、シクロヘキサノンオキシムからカプロラクタムへの転位反応のプロセスがある。また、多くのアルキルアミンは、固体酸によって触媒されるアルコールのアミノ化によって調製される。
触媒用途以外では、固体酸は燃料電池の電解質として使用できる。